# Эдхольм, Лотта
Шарлотта «Лотта» Кристина Юхансдоттер Эдхольм (швед. Charlotta "Lotta" Kristina Johansdotter Edholm; род. 8 февраля 1965, приход Кафедрального собора Вестероса) — шведский политический и государственный деятель. Член партии Либералы. Министр гимназического и высшего образования и исследований Швеции с 28 июня 2025 года. В прошлом — министр по делам школ Швеции (2022—2025), депутат риксдага (1992—1994).

## Биография
Родилась 8 февраля 1965 года в городе Вестерос. Родители — Юхан Людвиг Харальд Эдхольм (Johan Ludvig Harald Edholm) и Лоло Маргарета Каролина Лаурин (Lolo Margareta Karolina Laurin).
В 1984 году окончила гимназию в городе Вестерос. Училась в Стокгольмском университете.
В 1988—1989 гг. работала в образовательном центре Svenska Managementgruppen (ныне Chefakademin) в Стокгольме.
В 1987—1991 гг. — член президиума молодёжной организации Народной партии (FPU), второй заместитель председателя молодёжной организации (1987—1989), председатель молодёжной организации и член президиума Народной партии (1989—1991). С 1993 года — член совета Народной партии в лене Стокгольм, с 1994 года — заместитель председателя совета Народной партии в Стокгольме.
В 1991—1992 гг. — секретарь в Министерстве культуры Швеции.
С 1992 года — член правления Общества друзей еврейского театра. С 1993 года — член правления организации Allmänna Försvarsföreningen (AFF), занимающейся вопросами политики в области обороны и безопасности.
В 1992—1994 гг. — депутат риксдага. Занимала место министра культуры Швеции Бригит Фриггебу.
23 января 2006 года сменила Яна Бьёрклунда в городском совета Стокгольма, первоначально была в оппозиции. С 17 октября 2006 года — заместитель мэра по делам школ. С 20 октября 2014 года — в оппозиции. С 15 октября 2018 года — заместитель мэра по делам школ. В январе 2020 года объявила об уходе из политики. 2 марта 2020 года её сменила Исабель Смедберг-Пальмквист.
В 2020 году заняла должность старшего консультанта и партнёра в компании TeneliusHolm, которая специализируется на государственных закупках. В марте 2021 года вступила в должность члена совета директоров компании Tellusgruppen AB, которая работает в сфере образования и ухода за детьми.
18 октября 2022 года назначена министром по делам школ Швеции в Министерстве образования Швеции в правительстве Ульфа Кристерссона. 28 июня 2025 года назначена министром гимназического и высшего образования и исследований Швеции.

## Личная жизнь
В 1992 году вышла замуж за Ларса Лейонборга, лидера Народной партии в 1997—2007 гг. У пары есть сын — Аксель (Axel; род. 1996). В 2004 году пара развелась.
Живёт в Стокгольме.